# Кастелфранко ин Мискано
Кастелфранко ин Мискано је насеље у Италији у округу Беневенто, региону Кампанија.
Према процени из 2011. у насељу је живело 731 становника. Насеље се налази на надморској висини од 759 м.

## Становништво
| 1951. | 1961. | 1971. | 1981. | 1991. | 2001. | 2011. |
| ----- | ----- | ----- | ----- | ----- | ----- | ----- |
| 2.524 | 1.987 | 1.459 | 1.257 | 1.135 | 1.065 | 935   |